# Heriberto Andrés Bodeant Fernández

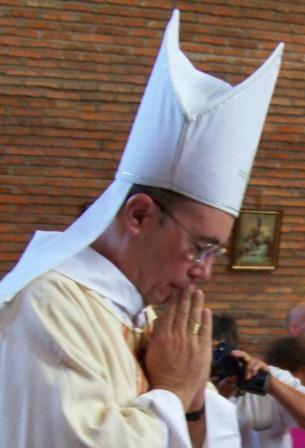
Bischof Heriberto Andrés Bodeant Fernández

Heriberto Andrés Bodeant Fernández (* 15. Juni 1955 in Young) ist ein uruguayischer Geistlicher und römisch-katholischer Bischof von Canelones.

## Leben
Heriberto Andrés Bodeant Fernández besuchte die Schule in seiner Heimatstadt und studierte danach am Instituto de Formación Docente del Uruguay in Paysandú sowie am Instituto de Pofesores Artigas. Von 1975 bis 1979 unterrichtete er Geschichte in verschiedenen öffentlichen Schulen seiner Heimatstadt. 1980 trat Bodeant Fernández in das interdiözesane Priesterseminar Cristo Rey in Montevideo ein und studierte Philosophie und Katholische Theologie am Theologischen Institut in Montevideo. Am 27. September 1986 empfing er in der Kirche Sagrado Corazón de Jesús in Young durch den Koadjutorbischof von Salto, Carlos Alberto Nicolini, das Sakrament der Priesterweihe für das Bistum Salto.
Von 1986 bis 1988 war Heriberto Andrés Bodeant Fernández als Pfarrvikar der Pfarrei Nuestra Señora del Pilar in Fray Bentos tätig, bevor er Pfarrvikar der Pfarrei San José Obrero in Paysandú wurde. 1989 wurde er für weiterführende Studien nach Frankreich entsandt, wo er 1991 an der Katholischen Universität Lyon ein Lizenziat im Fach Katholische Theologie erwarb. Nach der Rückkehr in seine Heimat wirkte Bodeant Fernández kurzzeitig als Pfarrvikar der Pfarrei Sagrado Corazón in Paysandú. Ab 1993 lehrte er am Theologischen Institut und an der Katholischen Universität von Uruguay in Montevideo. Von 1998 bis 2000 war Heriberto Andrés Bodeant Fernández Sekretär der Abteilung für die Berufungspastoral der Bischofskonferenz von Uruguay, bevor er Direktor des Büros für Katechese des Bistums Salto sowie Verantwortlicher für das katholische Bildungswesen und die Hochschulpastoral wurde. Ferner war er Mitglied des Priesterrats und des Konsultorenkollegiums.
Am 28. Juni 2003 ernannte ihn Papst Johannes Paul II. zum Titularbischof von Ampora und bestellte ihn zum Weihbischof in Salto. Der Bischof von Salto, Daniel Gil Zorrilla SJ, spendete ihm am 27. September desselben Jahres in der Kathedrale von Salto die Bischofsweihe; Mitkonsekratoren waren der emeritierte Bischof von Salto, Marcelo Mendiharat Pommies, und der Bischof von Mercedes, Carlos María Collazzi Irazábal SDB. Sein Wahlspruch Nada es imposible para Dios („Für Gott ist nichts unmöglich“) stammt aus Lk 1,37 . In der Bischofskonferenz von Uruguay war Heriberto Andrés Bodeant Fernández von 2004 bis 2009 Präsident der Kommission für die Jugendpastoral und der Abteilung für die Berufungspastoral.
Am 13. Juni 2009 ernannte ihn Papst Benedikt XVI. zum Bischof von Melo. Die Amtseinführung erfolgte am 18. Juli desselben Jahres. Von 2013 bis 2016 war Bodeant Fernández zudem Generalsekretär der Bischofskonferenz von Uruguay. Seit 2016 ist er erneut Präsident der Kommission für die Jugendpastoral und seit 2019 zusätzlich nationaler Koordinator für die Ehepastoral. Papst Franziskus bestellte ihn am 19. März 2021 zum Bischof von Canelones. Die Amtseinführung erfolgte am 18. April desselben Jahres.